# Rusalka (Dvořák)

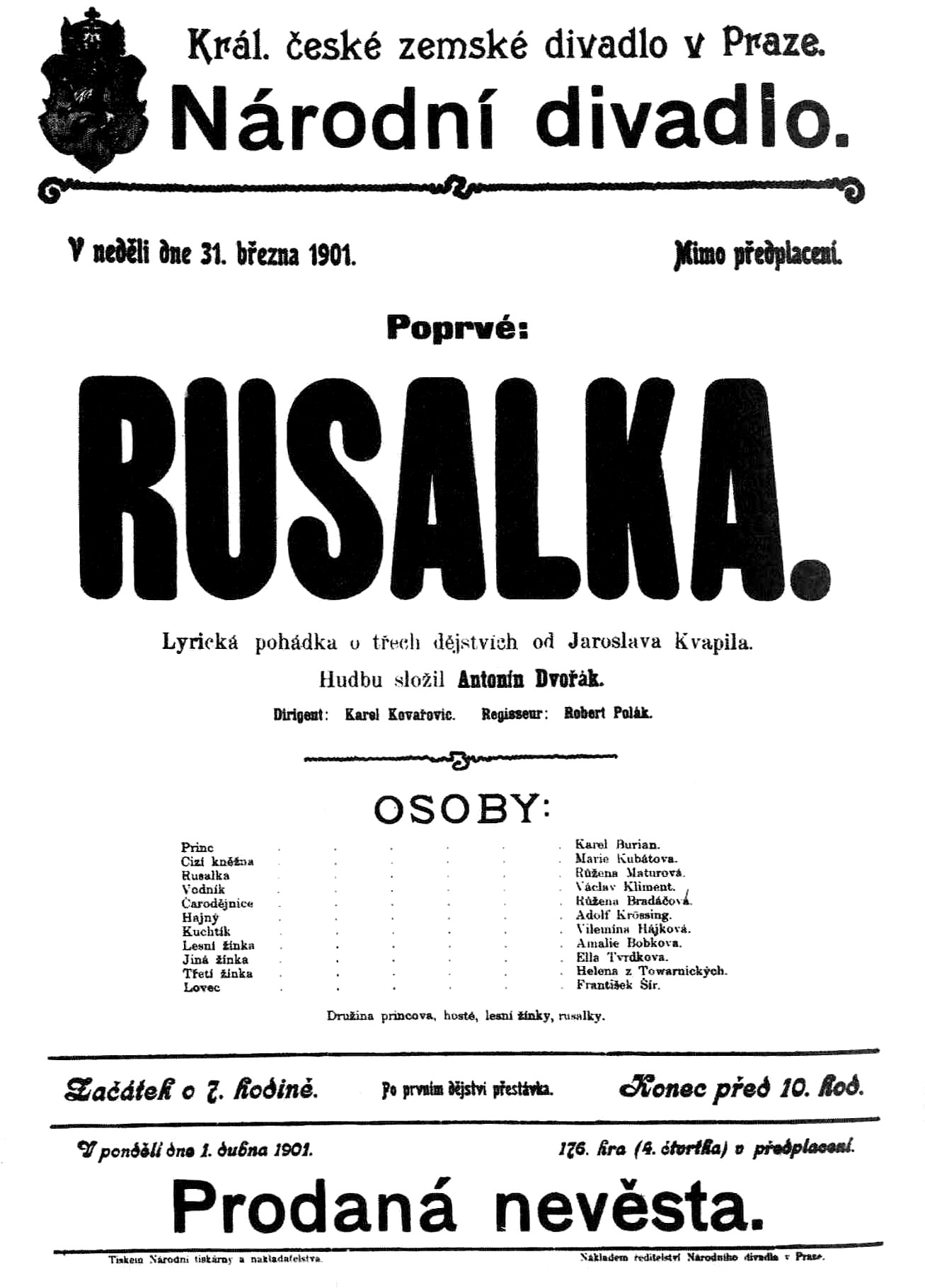

Rusalka là vở opera 4 màn của nhà soạn nhạc người Séc Antonín Dvořák. Jaroslav Kvapil, người viết lời cho tác phẩm, đã dựa vào câu chuyện cổ tích của Karel Jaromír Erben và Bozena Nemcova. Vở opera này được Dvořák sáng tác vào năm 1900 và được trình diễn lần đầu tiên tại Praha, Cộng hòa Séc vào một năm sau, 1901.

## Âm thanh
| Vở opera Rusalka của Dvořák, khúc hát gửi tới mặt trăng |  |
|                                                         |  |
|                                                         |  |